# Lhommeia subapicata
Lhommeia subapicata là một loài bướm đêm trong họ Geometridae.